# تاریخ نظام قضایی ایران

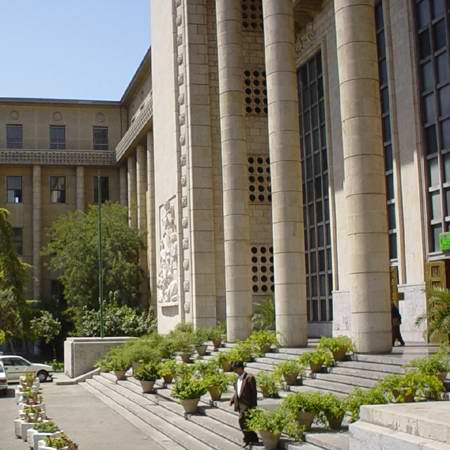
کاخ دادگستری تهران

نظام قضایی سراسری در ایران برای اولین بار توسط عبدالحسین تیمورتاش در زمان رضاشاه با تغییرات بیشتر در دوران پهلوی دوم پیاده و تأسیس شد.
پس از سرنگونی سلطنت پهلوی در سال ۱۳۵۷ توسط انقلاب اسلامی، این نظام به شدت دچار دگرگونی شد. قوانین حقوقی در حال حاضر مبتنی بر قوانین اسلامی یا شریعت است، اگرچه بسیاری از جنبه‌های قانون مدنی حفظ شده‌است و در یک سیستم حقوقی قانون مدنی ادغام شده‌است. بر اساس قانون اساسی جمهوری اسلامی، قوه قضاییه در ایران «یک قوه مستقل» است که دارای یک وزارت دادگستری، رئیس دیوان عالی کشور و همچنین رئیس قوه قضائیه است که جداگانه منصوب می‌شود.